# NGC 5470
NGC 5470 је спирална галаксија у сазвежђу Девица која се налази на NGC листи објеката дубоког неба.
Деклинација објекта је + 6° 1' 45" а ректасцензија 14h 6m 31,9s. Привидна величина (магнитуда) објекта NGC 5470 износи 13,6 а фотографска магнитуда 14,4. NGC 5470 је још познат и под ознакама UGC 9020, MCG 1-36-19, CGCG 46-50, IRAS 14040+0615, PGC 50317.